# Апробація
Апробація (лат. approbatio — «схвалення», «визнання»):
- Апробація в римсько-католицькому канонічному праві — акт, який надається єпископу для засвідчення його фактичного церковного служіння.
- Апробація — офіційне схвалення, затвердження чого-небудь після випробування, перевірки[1].
- Апробація — попередня, передексплуатаційна перевірка в дії теоретично обґрунтованих технічних, наукових, фінансово-економічних програм (проєктів) та оцінка ефективності їх практичної реалізації.
- Апробація — методи оцінки (схвалення) певних проєктів ноу-хау.
- Апробація — перевірка на практиці, в реальних умовах теоретично побудованих методів.
- Апробація — визначення сортових якостей посівів із метою вибору найкращого з них для насіння[1].

## Зсув значення
Внаслідок народноетимологічного зближення слова «апробація» з етимологічно близьким «проба» (що походить через нім. Probe від лат. probo), воно стало вживатися у сенсі «опробування», «випробування». Але ще наприкінці XIX — на початку XX ст., за свідченням Бориса Грінченка, навіть у селі це слово вживали у значенні «схвалення»: «рос. дореф. Проба, одобреніе: Я привезу вам дров на апробацію» (записано зі слів жителя села Голубичі); тут термін «проба» теж вжито у значенні «клеймо, печатка»: «ставити пробу».